# Pagos Seguros En línea
PSE, Pagos Seguros en Línea, es un Sistema de pago electrónico que opera en Colombia que le permite a las empresas ofrecer a sus clientes la posibilidad de realizar pagos o compras a través de Internet, debitando los recursos de la entidad financiera del usuario y depositándolos en la cuenta de la entidad financiera que la empresa o el comercio haya definido.
La herramienta, conocida como Botón de pagos PSE, es propiedad de la empresa ACH Colombia, compañía que fue creada en 1997 por cinco redes de cajeros automáticos del país (ATH, Servibanca, Redeban, Red Multicolor y Credibanco Visa) y que en la actualidad es propiedad de quince bancos.
Actualmente, la herramienta funciona en más de 8.500 empresas.